# Raus bist du
Beim schwedischen Spielfilm Raus bist du (Ole dole doff) aus dem Jahr 1968 war Jan Troell für Regie, Kamera und Schnitt verantwortlich. Er wirkte auch am Drehbuch mit, das nach dem Roman Die Insel sinkt von Clas Engström entstand. Troell war, ebenso wie seine beiden Drehbuchkoautoren, selbst Lehrer gewesen, und die Sorgenfriskolan in Malmö, die „sorgenfreie Schule“ an der er unterrichtet hatte, diente als Drehort. Aufgezeichnet wurde der halbdokumentarisch stilisierte Film auf 16-mm-Film, und zur Vorführung umkopiert auf 35 mm. Die Jury der Berlinale 1968 zeichnete das Werk mit dem Goldenen Bären aus.

## Handlung
Aus einem Traum erwachend, in dem er von seiner 6. Klasse gepeinigt wird, steht der Schullehrer Mårtensson auf und begibt sich zum Unterricht. Jede natürliche Autorität geht ihm ab und er ahndet scharf jede Unbotmäßigkeit der Schüler. Diese reagieren erst recht mit kleinen Provokationen, besonders der Schüler Bengt und die mit ihm verbandelte Jane.
Mårtenssons Ehefrau Gunvor wünscht sich Nachwuchs und hegt wachsende Zweifel, ob er Kinder mag. Sein laues Interesse an ihr hängt auch mit seiner Zuneigung zur Kollegin Ann-Marie zusammen. An einem Elternabend erklärt er, dass die Schule sich in einem Übergang vom alten autoritären Stil zu „demokratischen“ Unterrichtsformen befinde. Nicht alle Eltern sind von den Reformen überzeugt. Zunehmende Spannungen zwischen ihm und der Klasse entladen sich unter anderem darin, dass ihn die Schülerinnen und Schüler mit harten Schneebällen bewerfen. In einem Gespräch mit Ann-Marie versucht er zu erfahren, wie sie es schafft, mit den Schülern zurechtzukommen. Ihm wird bewusst, dass die Arbeit für ihn schwieriger als für andere Lehrer ist, weil er eigentlich auf der Seite der Schüler steht. Allmählich zerbricht er an seiner Lage. Nachdem einer der Schüler überfahren wird, macht er sich unberechtigte Vorwürfe und durchleidet erneut einen Alptraum, in dem das Unfallopfer blutüberströmt auf dem Pausenplatz liegt und eine Schülerschar „Mörder!“ skandiert. Inzwischen hat Gunvor die Geduld verloren und zieht nach Stockholm, um ein neues Leben zu beginnen. Zuletzt ermahnt der besorgte Mårtensson während eines Bads der Klasse im Meer, nicht zu weit rauszuschwimmen. Nach seinen vergeblichen Rufen schwimmt er zu ihnen hinaus, wo sie ihn wiederholt unters Wasser drücken, bis er halbtot am Ufer abgelegt und wiederbelebt wird.

## Kritik
Für Ulrich Gregor von der Filmkritik stand die Kernfrage des Films, die „Frage nach dem richtigen Verhältnis von Liberalität und Autorität in der Erziehung“, am Ursprung gravierender gesellschaftlicher Konflikte. Der Lehrer scheitere „vermutlich, weil er ihnen mit einer falsch angewendeten Doppelhaltung von herablassendem Verständnis und jähzorniger Repression begegnet, vermutlich auch, weil er sich den Kindern gegenüber unterlegen und schuldig fühlt.“ Eher intuitiv als analytisch, verdichte Troell Fragmente der Wirklichkeit und bemühe sich um eine „expressionistische Übersteigerung des Ausdruckwertes“, wie auch Per Oscarsson „mit bohrender Intensität“ spiele. Der Hintergrund der Figuren sei „sorgfältig“ skizziert. Sein Kollege Peter W. Jansen warf in derselben Zeitschrift Troell vor, er erschleiche sich das Vertrauen des Publikums durch technische Manipulationen, die Authentizität vortäuschen. Die „behende Akribie“ einer sehr beweglichen Kamera und das grobe Filmkorn, „dem jeder Glanz und jede Glätte so angenehm fehlen“, brächten das Geschehen nahe an den Zuschauer. Von der klischeehaft als unglücklicher Versager entworfenen Lehrergestalt könne man allzu leicht annehmen, dass sie nur scheitern könne „aufsässige Jugend von heute“ zu unterrichten. Troell liefere „alle wünschenswerten Argumente zu Plädoyers für eine repressive Erziehung“, auch wenn er eine aufklärerische Absicht verfolgt haben mag; die „Sensationen, denen sein Film bereitwillig nachgibt, können womöglich und allenfalls in einem Lande nicht mißverstanden werden, dessen offizielle Gesinnung den Verführungen zur Repression zu widerstehen trachtet.“
Die Redaktion des film-dienst war sich in der Einschätzung des Werks ebenfalls nicht einig. Günter Graf lobte die Authentizität des Drehorts und der Schüler, die „streckenweise mit beklemmender Faszination genutzt“ werde. Troell thematisiere ernsthaft, dass die Abkehr der Gesellschaft von Autorität in der Erziehung Schüler hervorbringe, „die ihr Opfer mit kindlich-unbekümmertem Sadismus foltern. Einige Szenen lassen die Ahnung des Lehres spüren, daß die Henker tatsächlich unschuldig, daß ihre gereizte Aggressivität, ihr Sich-gehen-lassen, ihre kollektive Zerstörungswut vor dem Hintergrund dieses Systems zwangsläufig sind.“ Es wäre verfehlt, die Lösung in mehr erzieherischer Härte zu suchen. Franz Everschor fand das Thema des Lehrers, der die richtige Einstellung habe, aber an der Umsetzung scheitere, für bedeutend, äußerte aber Zweifel an Troells Ansatz. Der Regisseur reduziere das Problem auf das Leiden einer Einzelperson, statt gesellschaftliche Ursachen zu erforschen; damit „rückt er fatal in die Nähe des Defätismus: Einer, der sich quält, muß zugrundegehen.“ Die zahlreichen, ungerechtfertigten Auszeichnungen des Films gründeten in der Neigung der Jurys, sich auf unverfängliche Kompromisswerke zu einigen.